# 시라이 아쓰시
시라이 아쓰시(일본어: 白井 淳, 1966년 4월 18일 ~ )는 일본의 전 축구 선수이다.

## 구단 경력
19８9년 일본 사커 리그의 다나베 제약에 입단했다. 1991년 도시바(콘사돌레 삿포로)로 이적했다. 1994년 J1리그의 감바 오사카로 이적했다. 1996년 콘사돌레 삿포로로 복귀했다. 1997년 J1리그의 제프 유나이티드 이치하라로 이적했다. 1998년에 J리그컵 준우승. 1999년 J2리그의 오미야 아르디자로 이적했다. 2002년까지 113경기에 출전, 2002년후 현역 은퇴.